# NGC 2919
NGC 2919  ist eine Balken-Spiralgalaxie vom Hubble-Typ SBbc im Sternbild Löwe auf der Ekliptik. Sie ist schätzungsweise 103 Millionen Lichtjahre von der Milchstraße entfernt und hat einen Durchmesser von etwa 50.000 Lichtjahren. 
Im selben Himmelsareal befinden sich u. a. die Galaxien NGC 2911, NGC 2913, NGC 2914.
Das Objekt wurde am 1. Februar 1877 von Ernst Wilhelm Leberecht Tempel entdeckt.